# Liste der türkischen Botschafter in Russland

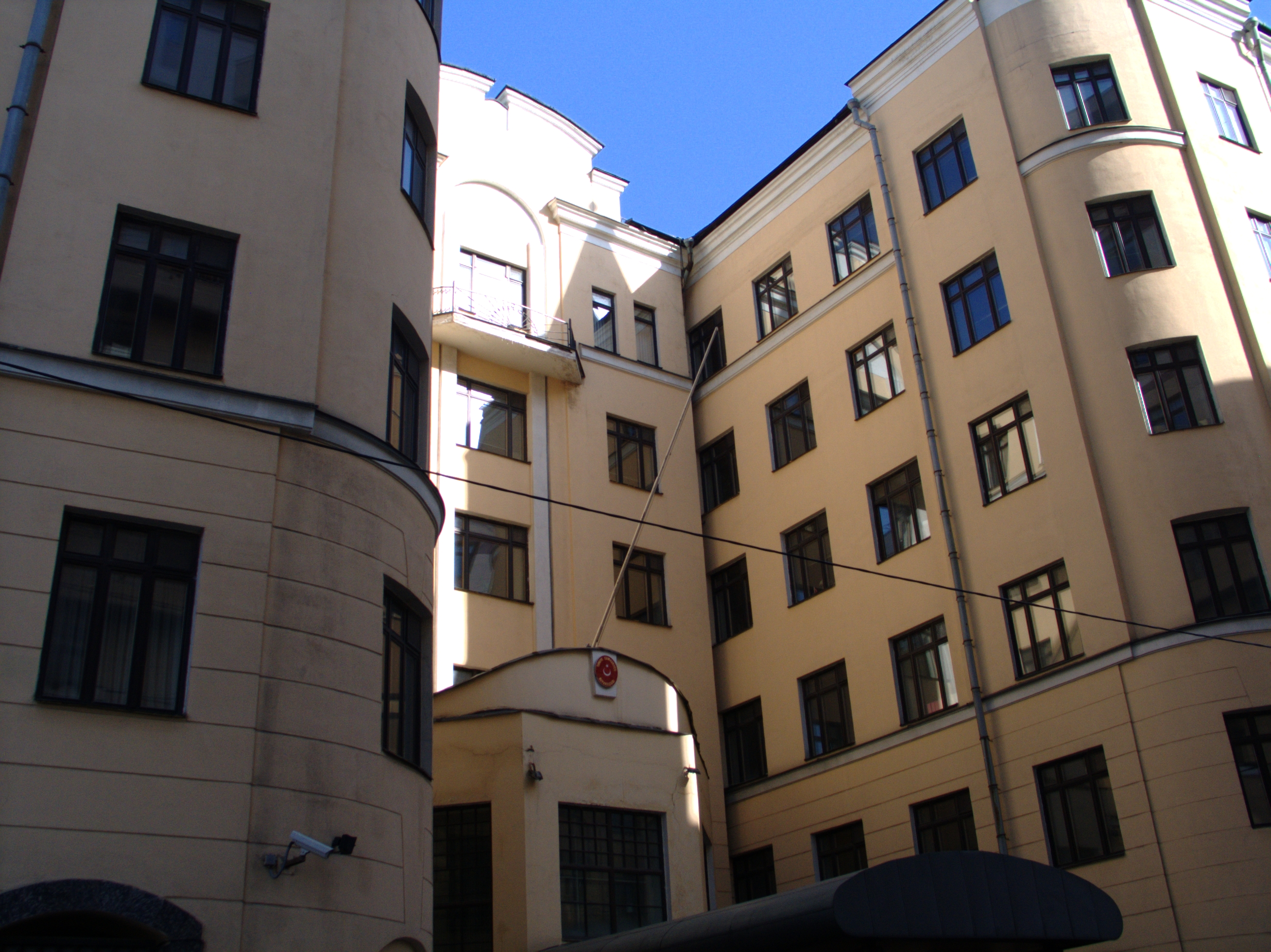
Die Botschaft befindet sich in 7. Rostovskiy Pereulok 12 in Moskau.

| Ernennung Akkreditierung | Botschafter               | Bemerkung | Regierung in der Türkei | akkreditiert während der Regierung von | Posten verlassen |
| ------------------------ | ------------------------- | --- | ----------------------- | -------------------------------------- | ---------------- |
| 1856                     | Halil Şerif Pascha        | Ottomanischer Gesandter bei der Friedenskonferenz zum Krimkrieg und anschließend Botschafter in Athen und Sankt Petersburg. | Abdülmecid I.           | Alexander II.                          | 1858             |
| 1909                     | Turhan Pascha Përmeti     | [ 2 ] | {Mehmed V.              | Nikolaus II.                           | 1913             |
| 1921                     | Vertrag von Moskau (1921) | | Fevzi Çakmak            | Alexei Iwanowitsch Rykow               |                  |
| 1921                     | Ali Fuat Cebesoy          | | Fevzi Çakmak            | Alexei Iwanowitsch Rykow               |                  |
| 1925                     | Zekai Apaydın             | | Ali Fethi Bey           | Alexei Iwanowitsch Rykow               | 1928             |
| 1928                     | Hüseyin Vasıf Çınar       | | Ali Fethi Bey           | Alexei Iwanowitsch Rykow               | 1928             |
| 1928                     | Tevfik Bıyıklıoğlu        | | Ali Fethi Bey           | Alexei Iwanowitsch Rykow               | 1929             |
| 1934                     | Hüseyin Vasıf Çınar       | | Ali Fethi Bey           | Wjatscheslaw Michailowitsch Molotow    | 1935             |
| 1935                     | Zekai Apaydın             | | Ali Fethi Bey           | Wjatscheslaw Michailowitsch Molotow    | 1939             |
| 1939                     | Haydar Aktay              | Im Sommer 1942 nach Ankara zurückgerufen, starb kurz darauf.                                                                | Refik Saydam            | Wjatscheslaw Michailowitsch Molotow    | 1942             |
| 1942                     | Cevat Açıkalın            | (* 1901 in Istanbul; 24. Mai 1970)                                                                                          | Ahmet Fikri Tüzer       | Josef Stalin                           | 1944             |
| 1944                     | Selim Rauf Sarper         | | Ahmet Fikri Tüzer       | Josef Stalin                           | 1946             |
| 1946                     | Faik Zihni Akdur          | 16.10.1937 Akdur Faik Zihni, Türkischer Botschafter in Bern                                                                 | Recep Peker             | Josef Stalin                           | 1949             |
| 1952                     | Faik Hüseyin Hezar        | | Adnan Menderes          | Josef Stalin                           | 1955             |
| 1965                     | Vahit Melih Halefoğlu     | | Suad Hayri Ürgüplü      | Leonid Iljitsch Breschnew              | 1966             |
| 1966                     | Hasan Esat Işık           | (* 1916 in Istanbul † 2. Juli 1989 in Ankara)                                                                               | Suad Hayri Ürgüplü      | Leonid Iljitsch Breschnew              | 1968             |
| 1969                     | Fuat Bayramoğlu           | (* 1912; 1996) | Suad Hayri Ürgüplü      | Leonid Iljitsch Breschnew              | 1971             |
| 1972                     | İlter Türkmen             | (* 8. November 1927 in Istanbul)                                                                                            | Ferit Melen             | Leonid Iljitsch Breschnew              | 1975             |
| 1975                     | Namık Kemal Yolga         | (* 7. Dezember 1914 in Elazığ, Ostanatolien)                                                                                | Süleyman Demirel        | Leonid Iljitsch Breschnew              | 1979             |
| 1979                     | Ercüment Yavuzalp         | (* 1924 in Ankara) | Süleyman Demirel        | Leonid Iljitsch Breschnew              | 1982             |
| 1982                     | Vahit Melih Halefoğlu     | (* 19. November 1919, Antakya)                                                                                              | Bülent Ulusu            | Leonid Iljitsch Breschnew              | 1983             |
| 1983                     | Oktay Cankardeş           | 11.08.1962-29.12. Botschafter in Tunis                                                                                      | Turgut Özal             | Juri Wladimirowitsch Andropow          | 1988             |
| 1988                     | Volkan Vural              | (* 29. Dezember 1941 in Yalova)                                                                                             | Turgut Özal             | Michail Sergejewitsch Gorbatschow      | 1993             |
| 1998                     | Nabi Şensoy               | | Mesut Yılmaz            | Boris Nikolajewitsch Jelzin            | 2002             |
| 2002                     | Kurtuluş Taşkent          | [ 5 ] | Abdullah Gül            | Wladimir Wladimirowitsch Putin         | 2008             |
| 2008                     | Halil Akıncı              | (* 9. Dezember 1945 in Ula, Mugla)                                                                                          | Recep Tayyip Erdoğan    | Dmitri Anatoljewitsch Medwedew         | 2010             |
| 18. Okt. 2010            | Aydın Adnan Sezgin        | [ 6 ] | Recep Tayyip Erdoğan    | Dmitri Anatoljewitsch Medwedew         | 2014             |
| 2014                     | Ümit Yardım               | seit 2002 in Teheran akkreditiert,                                                                                          | Recep Tayyip Erdoğan    | Dmitri Anatoljewitsch Medwedew         |                  |